# Hypena proboscidalis
Espèce
Hypena proboscidalis (la Noctuelle à museau) est une espèce de lépidoptères (papillons) de la famille des Erebidae.

## Systématique
L'espèce a été décrite par Carl von Linné en 1758.
Longtemps placée dans la famille des Noctuidae, elle fait aujourd'hui partie des Erebidae.

## Description

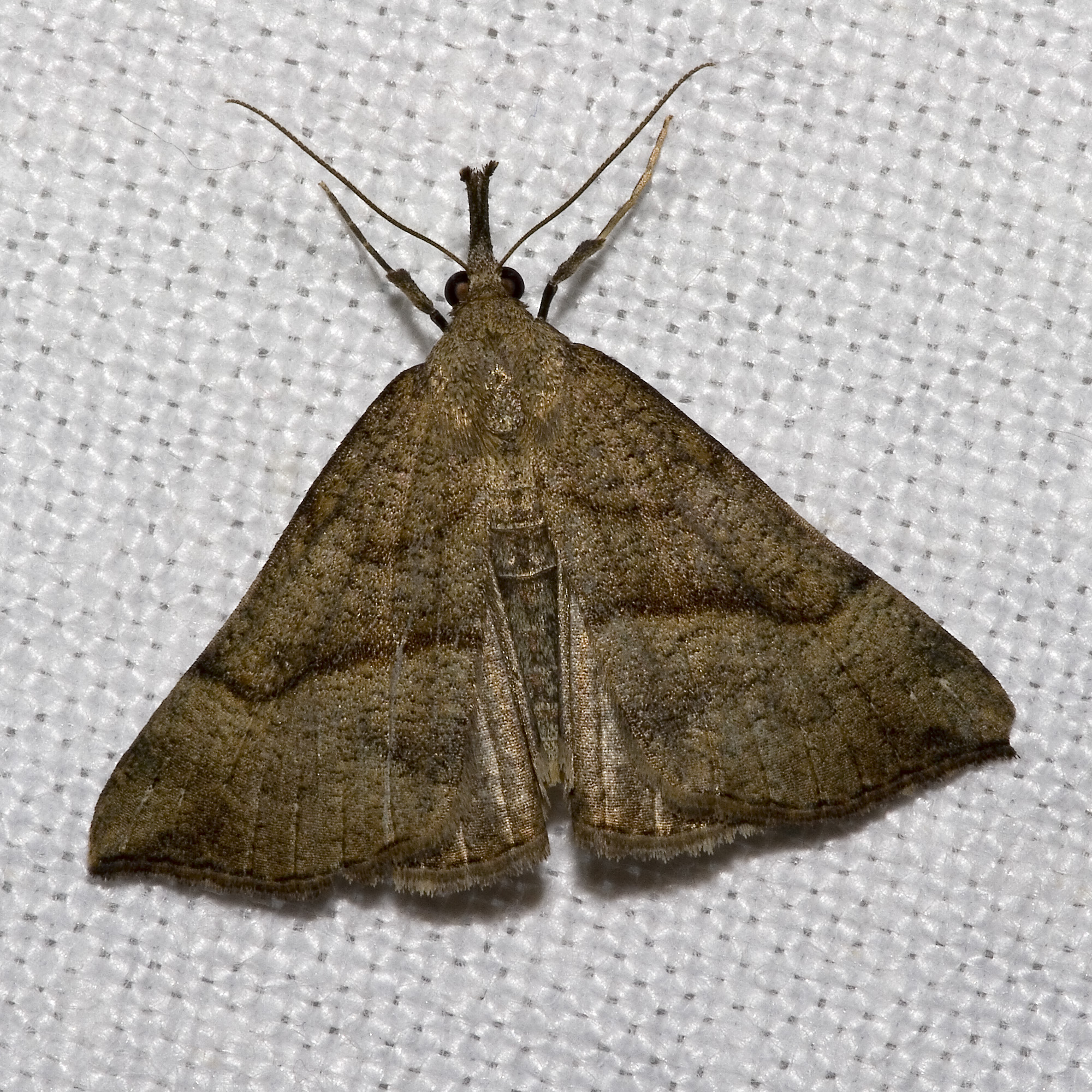
Noctuelle à museau : palpes labiaux allongés

La Noctuelle à museau, de couleur brun clair à brun foncé, beaucoup plus frêle que les autres noctuelles, doit son nom à ses longs palpes labiaux.

### Chenille
Verte, grêle, parsemée de verrues éparses; se nourrit d'orties.

## Biologie
Le papillon fréquente les haies, les lieux incultes de juin à septembre.